# Polygonum salebrosum
Polygonum salebrosum är en slideväxtart som beskrevs av Coode & Cullen. Polygonum salebrosum ingår i släktet trampörter, och familjen slideväxter. Inga underarter finns listade i Catalogue of Life.